# Split (Pink Project)
Split è il secondo e ultimo album in studio del gruppo musicale italiano Pink Project, pubblicato nel 1983. In Germania l'album è stato ristampato in CD nel 1984.

## Descrizione
Il disco è stato pubblicato dall'etichetta discografica Baby Records nei formati LP e musicassetta. 
Dall'album sono stati estratti i singoli Hypnotized, Stand By Every Breath, B Project.

## Tracce
Lato A
1. Scratchin' Superstition – 5:26
2. Stand By Every Breath – 5:15
3. Duel – 5:03

Durata totale: 15:44
Lato B
1. Hypnotized – 5:26
2. Sally's Living In My Car – 5:18
3. B-Project – 4:50

Durata totale: 15:34